# Ändebols naturreservat
Ändebols naturreservat är ett naturreservat i Katrineholms kommun i Södermanlands län.
Området är naturskyddat sedan 2023 och är 30 hektar stort. Reservatet ligger söder om sjön Fjälaren och består av sumpskog och barrblandskogg. 